# Sudanesisches Pfund
Das (neue) Sudanesische Pfund (arabisch جنيه سوداني dschineh sudani) ist seit dem 9. Januar 2007 die Währung des Sudan und ersetzte nach einer Übergangszeit bis zum 30. Juni 2007 den sudanesischen Dinar im Verhältnis 100 zu 1. Der Dinar hatte 1991 das (alte) sudanesische Pfund (SDP) im Verhältnis 10 zu 1 ersetzt.
Das neue sudanesische Pfund existiert in Münzen zu 1, 5, 10, 20 und 50 Piaster sowie in Banknoten zu 1, 2, 5, 10, 20, 50, 100 und 200 Pfund.

2007–2011 gültige Pfund-Scheine, 1, 10 und 50

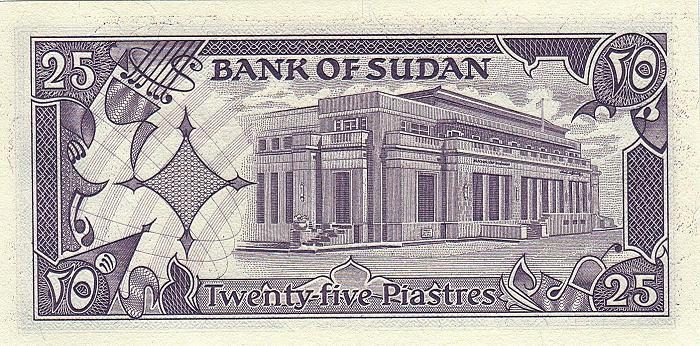
Vorderseite eines alten 25-Piaster-Scheins

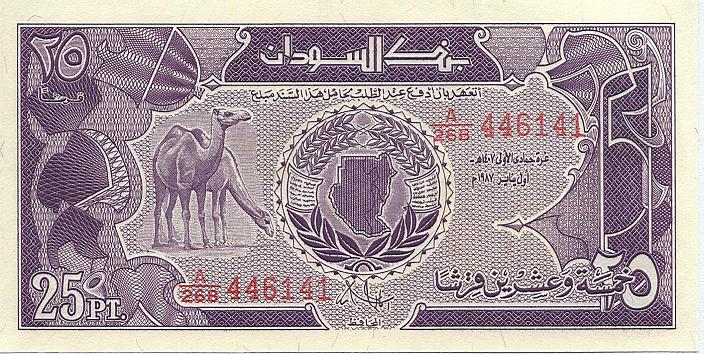
Rückseite eines alten 25-Piaster-Scheins

## Geschichte
Das sudanesische Pfund wurde 1956 bei der Gründung der Republik Sudan und der Unabhängigkeit von Ägypten eingeführt. Ein sudanesisches Pfund wurde dabei in 100 Piaster bzw. in 1000 Millim (Millièmes) unterteilt.
Aufgrund der Wirtschaftskrise wurde 1991 der sudanesische Dinar eingeführt. Ein sudanesischer Dinar wurde dabei gegen 10 sudanesische Pfund getauscht. Die Region Südsudan, die sich damals im Krieg mit der Zentralregierung in Khartum befand, lehnte jedoch die Währungsumstellung ab und behielt das Sudanesische Pfund als Zahlungsmittel bei.
Bis zur Einführung des neuen Pfundes erfolgten Preisangaben sogar im Norden des Landes im Alltag weiterhin meist in alten Pfund, beglichen wurden diese seit dem Ende der 1990er Jahre nur noch in Dinar.
Im Zuge des Friedensabkommens zwischen den südsudanesischen Rebellen und der Regierung in Khartum im Jahr 2005 wurde die Wiedereinführung des sudanesischen Pfundes im ganzen Sudan als neues Zahlungsmittel beschlossen. Dabei ersetzte das „neue“ Pfund das im Südsudan noch teilweise verwendete „alte“ Pfund im Verhältnis 1 zu 1000 und den Dinar im Verhältnis 1 zu 100. Die Umsetzung hätte bereits Ende 2005/Anfang 2006 erfolgen sollen, wurde aber aufgrund von Finanzierungsproblemen der Geberländer verzögert. Die Sudanesische Regierung beschloss daher zusammen mit der SPLM-Regierung im autonomen Südsudan im Mai 2006 die Finanzierung mithilfe der Öleinnahmen des Landes und die schrittweise Einführung des „neuen“ Pfundes ab dem 10. Januar 2007.
Nach seiner Unabhängigkeit 2011 führt der Südsudan das Südsudanesische Pfund als eigene Währung ein. Im Sudan wurden daraufhin die Banknoten von 5 bis 50 Pfund in veränderter Farbgebung neu ausgegeben.